# Summer Days (canción de Martin Garrix)
«Summer Days» es una canción del productor holandés Martin Garrix, en colaboración con el rapero Americano Macklemore y el cantante Patrick Stump de Fall Out Boy. La canción fue lanzada el 25 de abril de 2019. El video musical de la canción fue lanzado el 22 de mayo de 2019.

## Antecedentes
El 20 de abril de 2019, Martin Garrix, Macklemore y Patrick Stump compartieron en sus redes sociales una frase que decía "I got this feeling on a Summer day". La colaboración fue confirmada oficialmente por Garrix dos días después. Kat Bein, de Billboard, describió la colaboración como "un género de canto cruzado".

## Lista de canciones
| Descarga digital |                                                      |          |  |
| N.º              | Título                                               | Duración |  |
| 1.               | «Summer Days» (featuring Macklemore & Patrick Stump) | 2:43     |  |

| EP (The Remixes, Vol.1) |                                                                               |          |  |
| N.º                     | Título                                                                        | Duración |  |
| 1.                      | «Summer Days» (featuring Macklemore & Patrick Stump) (Haywyre remix)          | 3:49     |  |
| 2.                      | «Summer Days» (featuring Macklemore & Patrick Stump) (Tiësto remix)           | 4:15     |  |
| 3.                      | «Summer Days» (featuring Macklemore & Patrick Stump) (Botnek remix)           | 4:38     |  |
| 4.                      | «Summer Days» (featuring Macklemore & Patrick Stump) (Lost Frequencies remix) | 3:24     |  |
| 5.                      | «Summer Days» (featuring Macklemore & Patrick Stump) (Junior Sanchez remix)   | 3:38     |  |

## Posicionamiento en listas
| Lista (2019)                           | Mejor posición |
| -------------------------------------- | -------------- |
| Australia (ARIA)                       | 47             |
| Austria (Ö3 Austria Top 40)            | 13             |
| Bélgica (Flandes) (Ultratop 50)        | 19             |
| Bélgica (Valonia) (Ultratop 50)        | 20             |
| Finlandia (OFC)                        | 19             |
| Alemania (Media Control AG)            | 24             |
| Países Bajos (Dutch Top 40)            | 15             |
| Países Bajos (Mega Single Top 100)     | 14             |
| Polonia (Polish Airplay Top 100)       | 62             |
| Escocia (Scottish Singles Sales Chart) | 82             |
| Eslovaquia (Rádio Top 100)             | 55             |
| Suiza (Schweizer Hitparade)            | 22             |
| Reino Unido (UK Singles Chart)         | 26             |

## Certificaciones
| País   | Organismo certificador | Certificación | Ventas certificadas | Ref.   |
| ------ | ---------------------- | ------------- | ------------------- | ------ |
| México | AMPROFON               | Oro           | 60 000              | [ 19 ] |